# Prix de La Renaissance
Ne doit pas être confondu avec Prix Renaissance des lettres.

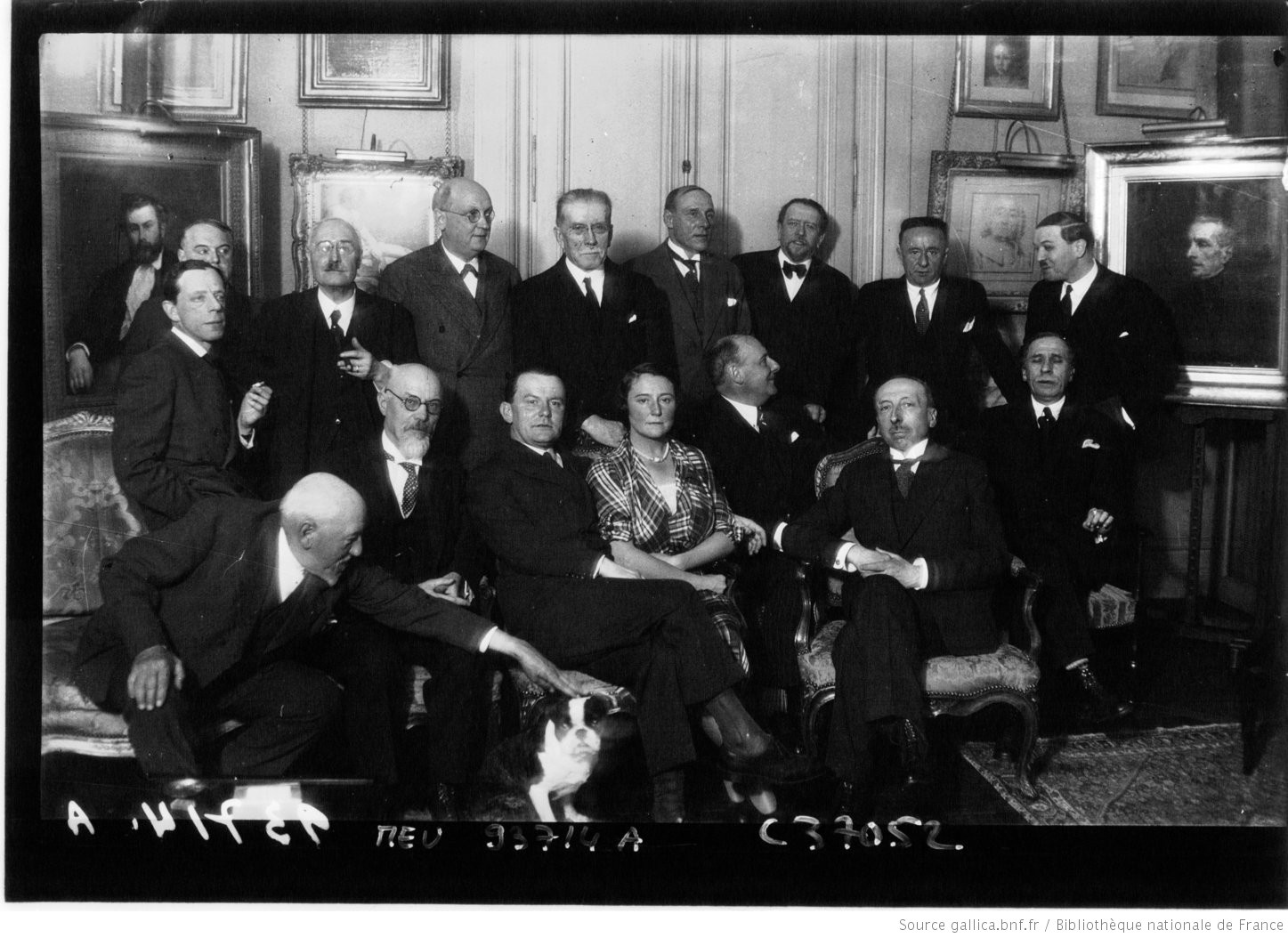
Le jury du prix de La Renaissance, en 1932.

Le prix de La Renaissance est un ancien prix littéraire français créé en 1921 et disparu après 1939.

## Historique
Le prix de La Renaissance est créé en 1921 par la revue hebdomadaire La Renaissance politique, littéraire et artistique (fondée en 1913) et son directeur, Henry Lapauze (également directeur-fondateur d'une autre revue, mensuelle, La Renaissance de l'art français,. Il s'agit d'un prix annuel, doté d'une somme de 6 000 francs, décerné à l'auteur — un Français âgé au plus de 35 ans — du meilleur ouvrage (roman, poème ou pièce de théâtre) paru dans le courant des quatorze derniers mois.
Le premier jury est composé en 1920 d'André Antoine, Léon Bérard (alors président de la commission de l'instruction publique et des beaux-arts), Colette, Romain Coolus (alors président de la société des auteurs dramatiques), Raymond de La Tailhède, Daniel-Lesueur, Émile Fabre, administrateur de la Comédie-Française, Robert de Flers, Paul Fort, Pierre Hamp, Edmond Haraucourt, président de la société des gens de lettres, Abel Hermant, président de l'association de la critique littéraire, Georges Lecomte, Pierre Mille et Fortunat Strowski, tous deux critiques littéraires de La Renaissance.
La revue La Renaissance politique, littéraire et artistique ne parait plus depuis 1931 à la suite d'une décision de Charles Pomaret, son directeur, député depuis 1928. Pomaret a épousé la veuve d'Henry Lapauze, mort en 1925. Il ne subsiste plus que la revue mensuelle La Renaissance dont l'épouse de Pomaret est la directrice dans les années 1930. C'est désormais cette revue qui décerne le prix.
Le prix est décerné pour la dernière fois en juin 1939, à la veille du début de la Seconde Guerre mondiale, au domicile de Charles Pomaret (alors ministre). Il est attribué à un militaire, ancien commandant de sous-marin, Maurice Guierre, au 3e tour de scrutin, contre notamment Jean-Paul Sartre pour La Nausée. Bérard, longtemps président du jury, Fort, Coolus, Hamp, Haraucourt, Fabre, Mille font toujours partie du jury, aux côtés d'hommes politiques (Édouard Herriot, nouveau membre et président du jury, Anatole de Monzie, Henry Bérenger), d'autres écrivains comme Joseph Kessel, Pierre Mac Orlan, Georges Duhamel (membre depuis 1927), Luc Durtain, François Porché, Henry Malherbe ou Jean Vignaud (président de la Société des gens de lettres et membre depuis 1938) ou des personnalités comme Julien Cain,,,. D'autres écrivains ont un temps été membres du jury : Julien Green, jusqu'en 1938, Tristan Bernard, Roland Dorgelès.

## Liste des lauréats
- 1921 : Alexandre Arnoux pour Indice 33[10]
- 1922 :
  - Henry-Jacques pour La Symphonie héroïque
  - Pierre Mac Orlan pour La Cavalière Elsa[11]
- 1923 :
  - Paul Morand pour Fermé la nuit
  - André Baillon pour En sabots[11]
- 1924 : Louis Léon-Martin[12] pour Le Trio en sol majeur[13]
- 1925 : Georges Girard[14] pour Les Vainqueurs[15]
- 1926 : Émile Zavie[16] pour La Maison des trois fiancées[17]
- 1927 : Paul Chack pour On se bat en mer[18],[19]
- 1928 :
  - Luc Durtain pour Quarantième étage et Hollywood dépassé
  - Hélène Picard, prix exceptionnel pour son volume de vers Pour un mauvais garçon[20]
- 1929 : Joseph Jolinon pour Le Joueur de balle[21]
- 1930 : François Bonjean pour Cheik Abdou l'Égyptien[22]
- 1931 : Joseph Peyré pour L'Escadron blanc[23]
- 1932 : Léon-Paul Fargue pour D'après Paris[24]
- 1933 : Elian Judas Finbert[25] pour Le Fou de Dieu[26]
- 1934 : Pierre Drieu la Rochelle pour La Comédie de Charleroi[27]
- 1935 : Fernand Fleuret pour Le Sel sur la plaie[28]
- 1936 : Jean Cassou pour Les Massacres de Paris[29]
- 1937 : Georges Reyer[30] pour Le Magasin de travestis[31]
- 1938 : Jean Fréville pour Pain de brique[32]
- 1939 : Maurice Guierre, pour Seul maître à bord[33]